# Contradictio in adjecto
Contradictio in adiecto é, em latim, "uma contradição entre partes de um argumento" (adiectum significa "trazido, trazido adiante"). Difere de uma "contradição em termos", que se refere a duas palavras opostas que normalmente aparecem juntas, por exemplo, "calor frio". Contradictio in adjecto ocorre quando "a característica denotada pelo adjetivo está em contraste com o substantivo", como "círculo (substantivo) quadrado (adjetivo)". 